# Richard Kahn (Wirtschaftswissenschaftler)
Richard Ferdinand Kahn, Baron Kahn, CBE, FBA (* 10. August 1905 in Hampstead; † 6. Juni 1989 in Cambridge) war ein britischer Wirtschaftswissenschaftler.

## Leben
Kahn wurde 1905 als Sohn von Augustus Kahn, einem deutschen Lehrer jüdisch-orthodoxen Glaubens, und Regina Schoyer geboren. Nach dem Besuch der St Paul’s School in London studierte er am King’s College (Cambridge) und graduierte 1927 in Physik als B.A. Von 1927 bis 1928 hörte er Wirtschaftswissenschaften bei John Maynard Keynes. 1930 wurde er zum Fellow am King’s College ernannt, wo er von 1951 bis 1972 auch als Professor tätig war. Seit 1960 war er Mitglied (Fellow) der British Academy.

## Veröffentlichungen
- The economics of the Short Period (Dissertation, 1929)
- The Relation of Home Investment to Unemployment (Economic Journal 41 (1931), S. 173–198)